# اومه‌کا شوجی
اومه‌کا شوجی (انگلیسی: Umeka Shōji; ۲۰ اوت ۱۹۸۵ – ) صداپیشه اهل ژاپن بود. وی از سال ۲۰۰۰ میلادی تاکنون مشغول فعالیت بوده‌است.